# Студен термоядрен синтез
Това е процесът на ядрен синтез при стайна температура и нормално атмосферно налягане.
Възможността за протичане на ядрен синтез при такива условия е дълго отричана от по-голямата част от академичните среди. Този процес е възпроизведен за пръв път от електрохимиците Мартин Флайшман и Стенли Понс.

## История
Студеният ядрен синтез под това определение е бил обявен на 23 март 1989 година от електрохимиците Флайшман и Понс, които провеждат експеримент, при който се извършва електролиза на тежка вода с електрод от благородния метал паладий. Те установяват наличието на излишък от енергия, който не би могъл да бъде обяснен като резултат от химическа реакция. Като разрешение на този феномен те предлагат наличието на ядрени реакции. Новината за този експеримент обикаля из целия свят с надеждата за нов източник на евтина енергия.
Редици лаборатории по целия свят се опитват да възпроизведат експеримента, но по-голяма част не успяват. Като доказателство за наличието на ядрени реакции се използва наличието на неутрони. Нито един от научните екипи не констатира наличието на неутрони. Този факт, както и фактът, че изследването на термоядрения синтез като цяло с реактори от тип токамак, е погълнало десетки милиарди долари, изправят участвалите в дотогавашните изследвания учени в неудобно положение и като резултат голяма част от тях отричат напълно експериментите на Флайшман и Понс, като ги обявяват за шарлатани. Голяма част от реномираните научни издания отказват да отпечатват резултати от опити и изследвания, свързани с този тип процес.
Поради недостатъчните теоретични обяснения на проблема този процес се нарича още нискоенергийна ядрена реакция (англ. Low Energy Nuclear Reaction, LENR).
На 22/25 март 2009 година Американското химично сдружение провежда четиридневен симпозиум на темата „Нови технологии на енергията“ и във връзка с 20-ата годишнина от обявяването на студения ядрен синтез. На симпозиума изследователи от Центъра на космически и морски военни системи на американската армия обявяват наличието на регистрирани неутрони при подобни експерименти, като разясняват, че количеството им е било малко, поради което не е било възможно за улавяне с обикновена апаратура.  Редица научни групи по целия свят също потвърждават резултатите – броят на учените оказващи поддръжка на явлението този път е значителен, в резултат на което редица авторитетни издания обявяват новината отново.  Американското енергийно министерство финансира програма от 2 милиона долара за изследването на НЕЯР.
На 19 април 2009 година едно от най-известните американски телевизионни предавания разпространява новината за възпроизвеждането на студения ядрен синтез.

## Обяснение на процеса
Дестилирана вода, с определено количество на литиеви йони, се подлага на електролиза между анод от платина и катод от паладий. 

## Приложения
Американската компания Superwave fusion е обявила публично намеренията си за започването на комерсиализирането на процеса,  но сайтът им понастоящем е за продан.